# ザ・キング・オブ・リムズ
『ザ・キング・オブ・リムズ』（英語: The King of Limbs）は、イギリスのロックバンド、レディオヘッドの8thスタジオ・アルバム。
2011年2月18日、公式サイトからデジタル配信（MP3形式又はWAV形式）によりリリースされた。その他、『ザ・ユニバーサル・サイ』（The Universal Sigh）と題したニュースペーパー・アルバム（2011年5月9日より配送）も予約販売された。ニュースペーパー・アルバムには音源に加えほか2枚の10インチ・アナログレコードとCD、スペシャルニュースペーパー、625個の小さなアートワーク、フルカラープラスチック袋が含まれる。流通盤はイギリスではXL、日本ではホステスを通して販売。
なお、アルバムの日本盤CDは2011年4月6日に発売された。

## タイトル
タイトルの由来は、ウィルトシャーのセイバーネイク・フォレストにある樹齢1000年のオークの木に関係していると言われている。前作『イン・レインボウズ』のレコーディングが行われたトッテナム・ハウスから3マイルの距離にその森はある。

## 収録曲
1. ブルーム – "Bloom" – 5:15
ライヴでは冒頭のピアノによるリフはトムのギターによって、中盤の輝かしいフリューゲルホルンはコリンのベースソロで演奏される。
2. モーニング・ミスター・マグパイ – "Morning Mr Magpie" – 4:41
2002年には既にトムのアコースティックギターによる弾き語りで披露されている。本作ではエレキギターとハイハットによる細かいリズムを基調にしたアレンジとなっている。
3. リトル・バイ・リトル – "Little By Little" – 4:27
4. フィラル – "Feral" – 3:13
5. ロータス・フラワー – "Lotus Flower" – 5:01
ミュージック・ビデオとともに先行公開された。ミュージック・ビデオは、トム・ヨークが閉暗所に独りでたたずみ、ウェイン・マクレガーが振付けを教授した奇妙なダンスを踊り続けるというものである。
6. コデックス – "Codex" – 4:47
ピアノを主軸としてボーカルとフリューゲルホルンが絡むスローテンポの曲。
7. ギヴ・アップ・ザ・ゴースト – "Give Up The Ghost" – 4:50
アコースティックギターが主体の曲。ライヴではその場でトムのボーカルをサンプリングしてループさせることで、リーダー/コーラス・コールアンドレスポンスを実現している。
8. セパレーター – "Separator" – 5:20